# Tis u Bláhů
Tis u Bláhů je strom tis červený (Taxus baccata), který je památným stromem z hlediska ochrany přírody. Nachází se v obci Jindřichov v okrese Přerov v Olomouckém kraji.

## Další informace
Tis u Bláhů je jehličnan významného stáří a vzrůstu. Patří ke krajinným dominantám intravilánu Jindřichova. Podle údajů z prvního desetiletí 20. století je obvod kmene ve výčetní výšce 0,95 m a 1,07 m (rozvětvení na dva kmeny), výška stromu 10,5 m a stáří stromu asi 200 let. Dle zákona 114/1992 Sb., byl vyhlášen památným stromem Okresním úřadem v Přerově dne 18. května 1992 s ochranným pásmem stromu ve tvaru kruhu o poloměru 7 m.

## Galerie

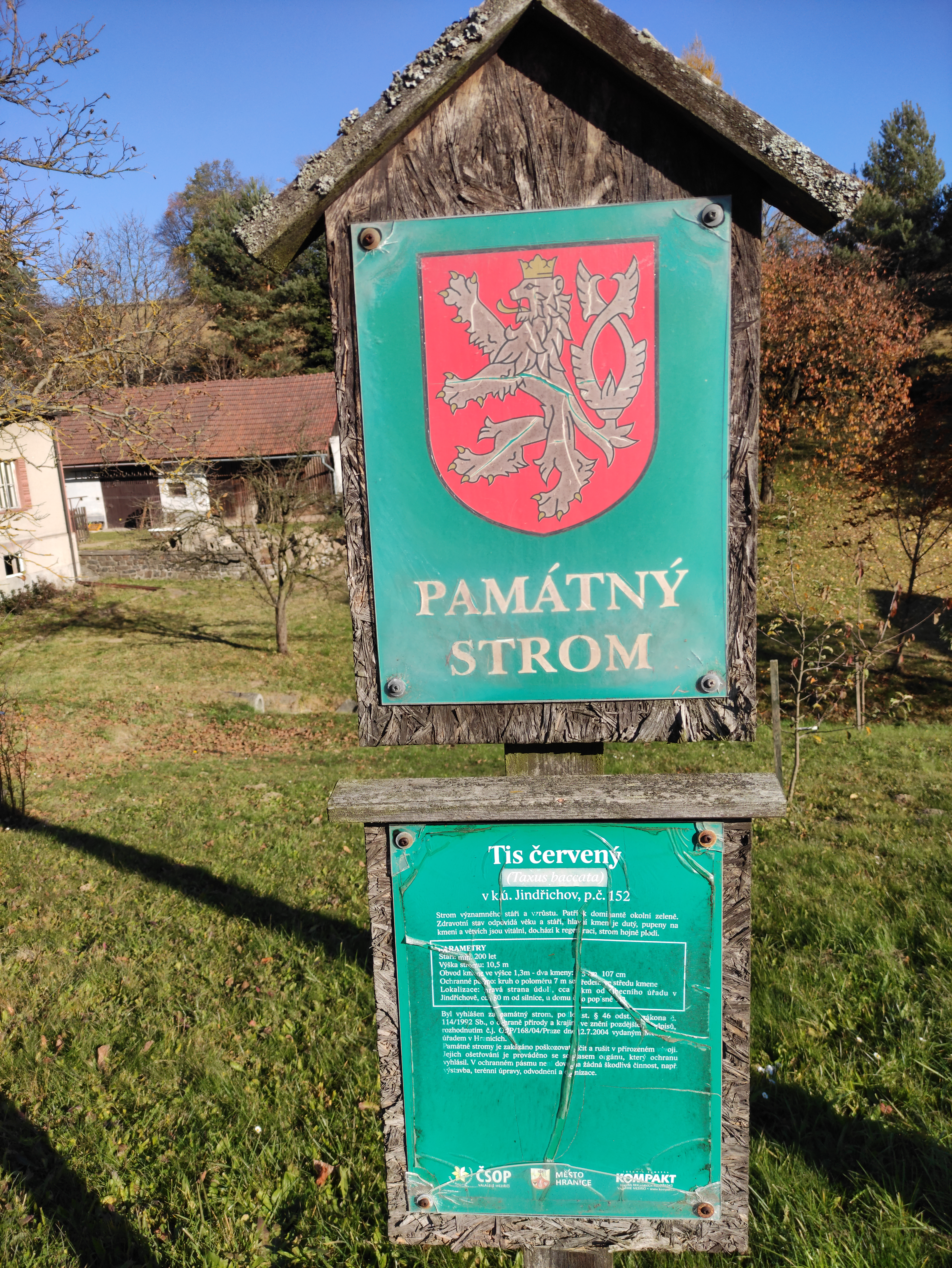
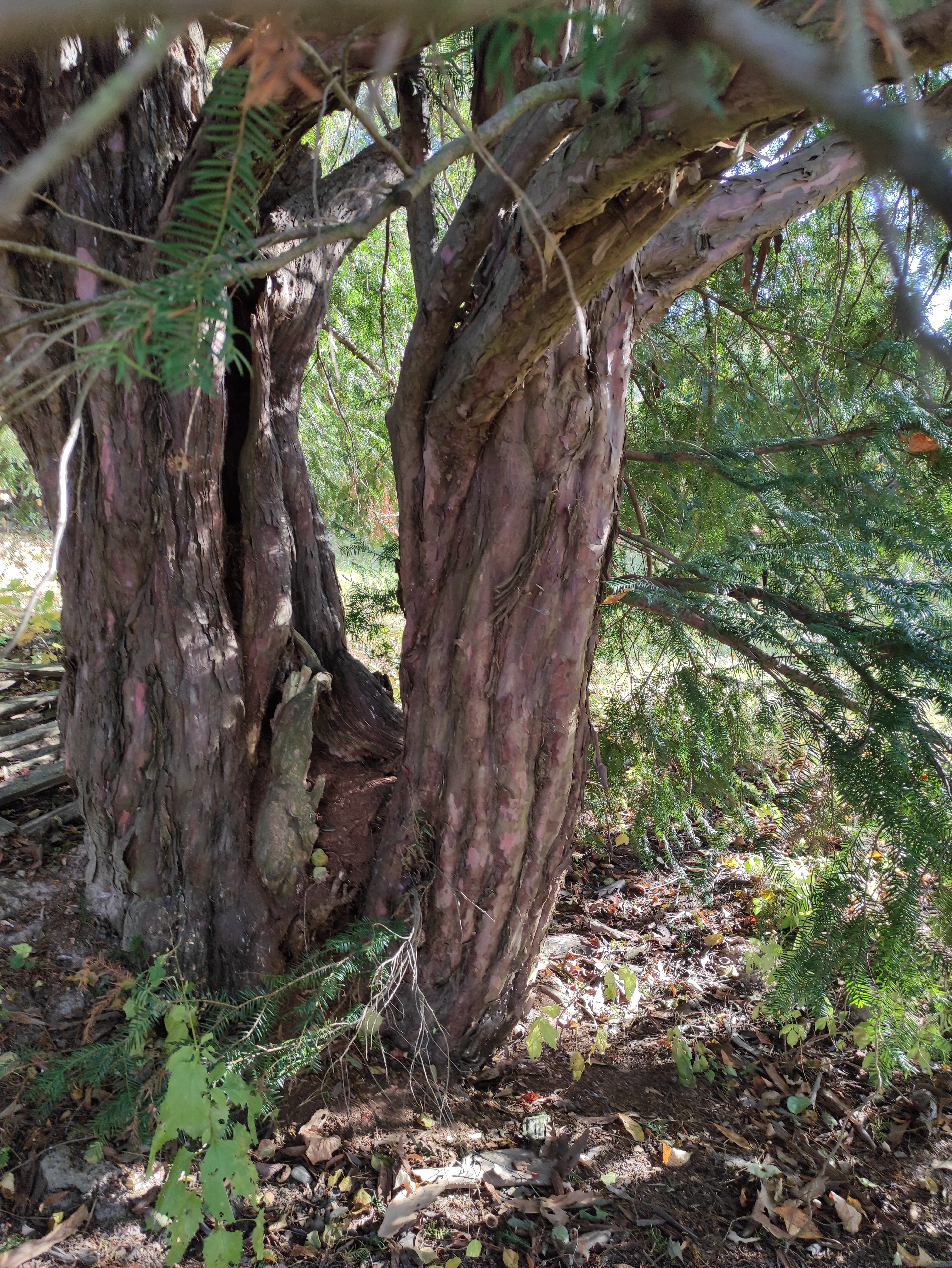